# Terrestrisuchus gracilis
Terrestrisuchus era un rettile sfenosuco, vissuto in Europa (Galles) nel Triassico superiore, che poteva raggiungere una lunghezza di 50 cm.
Terrestrisuchus era ancora più esile di Gracilisuchus. Il corpo era più corto, con arti molto sottili e, in particolare in quelli posteriori, ossa molto allungate. La coda era lunga quasi il doppio del resto dell'animale. La testa, se confrontata con quella di Gracilisuchus, appare più simile a quella di un coccodrillo, perché è lunga e depressa.
La struttura leggera, che può far pensare a quella di un levriero, sembra indicare che Terrestrisuchus fosse in grado di compiere lunghi balzi negli aridi ambienti del Triassico superiore europeo, riuscendo a catturare insetti e piccoli sauri con le sue lunghe mascelle. Probabilmente esso correva più spesso su quattro zampe, ma poteva anche assumere una posizione eretta.